# Bob-Europameisterschaft 1996
Die Bob-Europameisterschaft 1996 wurde am 27. Januar im Zweierbob und am 28. Januar 1996 im Viererbob zum siebten Mal auf der Natureisbahn im schweizerischen St. Moritz ausgetragen. Die EM wurde im Rahmen des sechsten und letzten Weltcup-Saisonwettbewerbs ausgetragen. Sie war neben mit der Bob-Weltmeisterschaft im kanadischen Calgary einer von zwei Saisonhöhepunkten in der Bob-Saison 1995/96.

## Zweierbob
Nachdem Christoph Langen die drei vorhergehenden Weltcupwettbewerbe im Zweierbob gewonnen hatte, war der zweifache Europameister und Titelverteidiger klarer Favorit. Dieser Erwartungshaltung hielt er auch stand und konnte die EM-Wertung letztlich mit 28 Hundertstel Vorsprung gewinnen. Damit konnte Langen seinen dritten Europameistertitel im Zweierbob in Folge gewinnen. Da die EM gleichzeitig der letzte Weltcup-Wettbewerb war, nahm auch der Kanadier Pierre Lueders dran teil, der mit 17 Hundertsteln Rückstand Weltcup-Zweiter wurde und somit Christoph Langen den Weltcup-Gesamtsieg nicht mehr streitig machen konnte. Retö Götschi konnte sich mit einem beruhigenden Vorsprung die EM-Silbermedaille vor Sepp Dostthaler sichern. Der Bayer musste hingegen um Bronze kämpfen, letztlich setzte er sich knapp gegen den Italiener Huber und den Letten Prusis durch. Der für Altenberg startende Matthias Benesch gab sein EM-Debüt.
| Rang | Bob                                              | Gesamtzeit  | Rückstand |
| ---- | ------------------------------------------------ | ----------- | --------- |
| 1    | Deutschland I Christoph Langen Olaf Hampel       | 2:08,14 min |           |
| 2    | Schweiz I Reto Götschi Guido Acklin              | 2:08,42 min | +0.28     |
| 3    | Deutschland II Sepp Dostthaler Thomas Platzer    | 2:08,92 min | +0.78     |
| 4    | Italien I Günther Huber Antonio Tartaglia        | 2:09,03 min | +0.89     |
| 5    | Lettland I Sandis Prūsis Adris Pluksna           | 2:09,05 min | +0.91     |
| 6    | Deutschland III Matthias Benesch Thomas Lebsa    | 2:09,18 min | +1,04     |
| 7    | Schweiz II Marcel Rohner Thomas Schreiber        | 2:09,24 min | +1,10     |
| 8    | Österreich I Hubert Schösser Martin Schützenauer | 2:09,42 min | +1,28     |
| 9    | Tschechien I Jiri Dzmura Jan Kobian              | 2:09,48 min | +1,34     |
| 10   | Frankreich I Bruno Mingeon Emmanuel Hostache     | 2:09,54 min | +1,40     |

## Viererbob
Auch bei den großen Schlitten zeigte Christoph Langen bis zur EM eine starke Form. Er gewann drei von fünf Weltcups und belegte bei einem weiteren Weltcup den zweiten Platz. Dennoch war es für Langen ein hartes Stück Arbeit, seinen ersten Europameistertitel im Viererbob zu erringen. Nach dem ersten Lauf lagen vier Bobs in einer Spanne von nur vier Hundertsteln auseinander, so dass quasi jedes der deutschen oder eidgenössischen Teams noch Europameister werden konnte. Vor allem durch seine Startzeit hatte Langen letztlich die Nase um die entscheidenden Hundertstel vorn, er konnte seinen Vorsprung auch im zweiten Lauf noch ein wenig ausbauen und gewann schlussendlich mit sieben Hundertstel Vorsprung vor Altmeister Wolfgang Hoppe, was zugleich einen deutschen Doppelerfolg bedeutete. Anders als im kleinen Schlitten hatte diesmal Marcel Rohner im internen Duell gegen Reto Götschi das bessere Ende für sich, er konnte sich mit sieben Hundertstel Vorsprung seine erste internationale Medaille sichern.
| Rang | Bob                                                                            | 1. Lauf     | 2. Lauf     | Gesamtzeit  | Rückstand |
| ---- | ------------------------------------------------------------------------------ | ----------- | ----------- | ----------- | --------- |
| 1    | Deutschland II Christoph Langen Kai-Uwe Kohlert Markus Zimmermann Olaf Hampel  | 1:02,64 min | 1:02,38 min | 2:05,02 min |           |
| 2    | Deutschland I Wolfgang Hoppe Ulf Hielscher Sven Peter Carsten Embach           | 1:02,67 min | 1:02,42 min | 2:05,09 min | +0,07     |
| 3    | Schweiz I Marcel Rohner Markus Wasser Thomas Schreiber Roland Tanner           | 1:02,67 min | 1:02,54 min | 2:05,21 min | +0.19     |
| 4    | Schweiz III Reto Götschi Guido Acklin Markus Nüssli Beat Seitz                 | 1:02,68 min | 1:02,60 min | 2:05,28 min | +0.26     |
| 5    | Vereinigtes Königreich I Mark Tout Dean Ward Courtney Rumbolt Lenox Paul       | 1:03,03 min | 1:02,72 min | 2:05,75 min | +0.73     |
| 6    | Schweiz II Christian Meili Donat Acklin Roger Graber René Mangold              | 1:02,95 min | 1:02,88 min | 2:05,83 min | +0.81     |
| 7    | Lettland I Sandis Prūsis Egils Bojārs Adris Pluksna Jānis Ozols                | 1:03,11 min | 1:02,85 min | 2:05,96 min | +0.94     |
| 8    | Österreich I Hubert Schösser Gerd Habermüller Erwin Arnold Martin Schützenauer | 1:03,15 min | 1:02,87 min | 2:06,02 min | +1.00     |
| 9    | Österreich II Kurt Einberger Thomas Bachler Carsten Nentwig Gerhard Haidacher  | 1:03,05 min | 1:03,01 min | 2:06,11 min | +1.09     |
| 10   | Deutschland III Harald Czudaj Karsten Brannasch Torsten Voss Udo Lehmann       | 1:03,10 min | 1:03,11 min | 2:06,21 min | +1.19     |

## Medaillenspiegel
| Platz | Nation      | Gold | Silber | Bronze |
| ----- | ----------- | ---- | ------ | ------ |
| 1     | Deutschland | 2    | 1      | 1      |
| 2     | Schweiz     | 0    | 1      | 1      |